# Wojewodowie bydgoscy
Wojewodowie bydgoscy – urzędnicy administracji państwowej, kierujący bydgoskim Urzędem Wojewódzkim (1945–1950 i 1973–1998) lub też przewodniczący Prezydium Bydgoskiej Wojewódzkiej Rady Narodowej (1950–1973).

## Przegląd historyczny jednostek administracyjnych ze stolicą w Bydgoszczy
Jednostka administracyjnego podziału kraju poziomu wojewódzkiego ze stolicą w Bydgoszczy istnieje od 1772 roku. Wcześniej Bydgoszcz była siedzibą kasztelanii (od 1238 r.), księstwa (1314–1323) oraz starostwa (od 1358 r.) Po I rozbiorze Polski miasto zostało wcielone do Królestwa Prus i ustanowione stolicą Obwodu Nadnoteckiego, w którego skład wchodziła część Kujaw oraz Krajny, aż po Wałcz i Wieleń. W okresie Księstwa Warszawskiego (1807–1815) istniał Departament Bydgoski, który oprócz obszaru dawnego Obwodu Nadnoteckiego obejmował dodatkowo Ziemię Chełmińską z Toruniem. Z kolei w okresie po kongresie wiedeńskim (1815–1920) istniała Rejencja Bydgoska (pruski odpowiednik województwa) w obrębie Wielkiego Księstwa Poznańskiego (przemianowanego po 1848 r. na Prowincję Poznańską). Rejencja obejmowała część Kujaw, Krajny oraz Wielkopolski z Gnieznem i Wągrowcem.
W okresie międzywojennym Bydgoszcz wchodziła w skład województwa poznańskiego (1920–1938) i pomorskiego (1938–1939). Po wybuchu II wojny światowej przywrócono rejencję bydgoską, ale w innym kształcie, niż przed 1920 r., gdyż tym razem miasto wcielono do prowincji Gdańsk-Prusy Zachodnie.
Województwo bydgoskie zostało ustanowione na początku marca 1945 r., po wyzwoleniu tego obszaru spod okupacji hitlerowskiej. Początkowo nawiązywało ono do przedwojennego województwa pomorskiego. Od kwietnia 1945 r. po wydzieleniu województwa gdańskiego, obejmowało tylko południową część „Wielkiego Pomorza” stanowiąc obszar przejściowy między regionami centralnymi (warszawskie, łódzkie), a nadmorskimi. Po reformie administracyjnej w 1950 r. województwo zostało przemianowane na bydgoskie i skorygowane (wyłączono na rzecz Mazowsza powiat lubawski, włączono z Wielkopolski powiaty: mogileński i żniński). Kolejna reforma administracyjna z 1975 r. podzieliła to województwo na trzy mniejsze: bydgoskie, toruńskie i włocławskie. Przy okazji tej reformy wyłączono z województwa bydgoskiego do ościennych województw niektóre gminy (Konarzyny, Lipnica, Białośliwie, Łobżenica, Wyrzysk, Wysoka, Orchowo). Okrojone województwo bydgoskie było stosunkowo duże obszarowo (3 miejsce w kraju) oraz dosyć ludne (ponad 1 mln mieszkańców). Kres jego istnieniu przyniosła reforma administracyjna z 1999 r., kiedy utworzono województwo kujawsko-pomorskie złożone z dawnych województw: bydgoskiego, toruńskiego i włocławskiego, z okrojeniem kilku gmin (Trzemeszno) i powiatów (chojnicki, nowomiejski).

## Wojewodowie bydgoscy w latach1945–1950
W okresie tym istniało województwo pomorskie ze stolicą w Bydgoszczy.
| Lata urzędowania        | Wojewoda               | Uwagi |
| ----------------------- | ---------------------- | --- |
| 2 II 1945 – 14 IV 1945  | Henryk Świątkowski     | prawnik, działacz PPS; poseł na Sejm II RP (1928–1935); poseł do KRN, na Sejm Ustawodawczy (1947–1952) oraz na Sejm I kadencji (1952–1956); minister sprawiedliwości (1945–1956); profesor na Wydziale Prawa i Administracji Uniwersytetu Warszawskiego (od 1947); członek KC PZPR (1948–1954)                        |
| 14 IV 1945 – 31 X 1945  | Kazimierz Pasenkiewicz | uczestnik wojny polsko-bolszewickiej; logik i filozof doktoryzowany u prof. Tadeusza Kotarbińskiego; uczestnik powstania warszawskiego; działacz PPS i PZPR; wojewoda krakowski (1946–1951); członek Komitetu Centralnego PZPR (1948–1952), długoletni wykładowca i profesor Uniwersytetu Jagiellońskiego (1948–1990) |
| 15 XI 1945 – 10 IV 1948 | Wojciech Wojewoda      | przedwojenny działacz Związku Zawodowego Kolejarzy na Pomorzu; aktywny działacz Polskiej Partii Socjalistycznej; więzień Pawiaka i obozu koncentracyjnego na Majdanku; poseł na Sejm Ustawodawczy (1947–1952); usunięty ze stanowiska wojewody i z partii ze względu na sprzeciw wobec zjednoczenia PPS i PPR         |
| 14 IV 1948 – 24 V 1950  | Ignacy Kubecki         | drukarz w Warszawie; aktywny przedwojenny działacz PPS; wiceprezydent Lublina (1923–1927); prezydent Siedlec (1927–1930); prezydent Włocławka (1945–1948); zastępca członka Komitetu Centralnego PZPR (1948–1954) |

## Przewodniczący Prezydium Bydgoskiej Wojewódzkiej Rady Narodowej1950–1973i wojewodowie bydgoscy1973–1975
W okresie tym istniało tzw. duże województwo bydgoskie, jedno z 17 województw w kraju. Było większe od istniejącego od 1999 r. województwa kujawsko-pomorskiego.
| Lata urzędowania        | Przewodniczący Prezydium WRN | Uwagi |
| ----------------------- | ---------------------------- | --- |
| 24 V 1950 – 2 XII 1952  | Józef Rakoczy                | przedwojenny członek Komunistycznej Partii Polski; aktywny działacz PPR i PZPR, I sekretarz Komitetu Miejskiego PZPR w Bydgoszczy (1949–1950 i 1960–1964), dyplomata w Bułgarii i Czechosłowacji (1952–1960) |
| 10 I 1953 – 9 II 1954   | Mieczysław Lipert            | hutnik szkła; przedwojenny członek Komunistycznej Partii Polski; aktywny działacz PPR i PZPR; przewodniczący Prezydium Warszawskiej Wojewódzkiej Rady Narodowej (1948–1953)                                  |
| 9 II 1954 – 11 II 1958  | Jerzy Domiński               | członek PZPR |
| 11 II 1958 – 15 XI 1971 | Aleksander Schmidt           | członek partii ludowych (SL i ZSL); członek Rady Państwa (1972–1976); wiceprezes NIK (1976–1985); poseł na Sejm PRL (1961–1980)                                                                              |
| 15 XI 1971 – 30 XI 1973 | Tadeusz Skwirzyński          | członek ZSL; pracownik resortu przemysłu spożywczego i skupu (1967–1969); minister leśnictwa i przemysłu drzewnego (1973–1981); poseł na Sejm PRL (1972–1980)                                                |
| 17 XII 1973 – 31 V 1975 | Edmund Lehman                | członek ZSL, tytułowany wojewodą |

## Wojewodowie bydgoscy w latach 1975–1998
W okresie tym istniało tzw. małe województwo bydgoskie, jedno z 49 województw w kraju. Obejmowało w przybliżeniu zachodnią połowę istniejącego od 1999 r. województwa kujawsko-pomorskiego.
| Lata urzędowania       | Wojewoda               | Uwagi |
| ---------------------- | ---------------------- | --- |
| 31 V 1975 – 1981       | Edmund Lehman          | członek ZSL |
| 1981                   | Roman Bąk              | członek PZPR |
| 1981 – 1984            | Bogdan Królewski       | dr nauk rolniczych; sekretarz i członek prezydium Naczelnego Komitetu Wykonawczego ZSL; wiceminister rolnictwa; poseł na Sejm PRL (1985–1989); uczestnik obrad Okrągłego Stołu (1989), po 1990 r. biznesmen                                                                |
| 1984 – 1990            | Stanisław Kubczak      | dr nauk rolniczych; agronom; naczelnik gmin Gniewkowo i Rojewo (1971–1977); członek ZSL, kierownik Wojewódzkiego Komitetu ZSL od 1981 r. |
| 1990 – 1992            | Antoni Tokarczuk       | opozycjonista internowany w stanie wojennym; uczestnik obrad Okrągłego Stołu (1989); senator (1989–1991) z listy Komitetu Obywatelskiego; poseł na Sejm (1991–1993) z listy POC; minister środowiska (1999–2001); dyrektor Izby Gospodarczej „Wodociągi Polskie” (od 2004) |
| 1992 – 1993            | Włodzisław Giziński    | lekarz psychiatra i psychoterapeuta, kierownik prywatnej przychodni (szpitala); wicemarszałek kujawsko-pomorski (2006–2007); radny Bydgoszczy (od 2010) |
| 1993 – XII 1997        | Wiesław Olszewski      | członek SLD (wykluczony z partii od 2005 r. za wspieranie syna Pawła Olszewskiego – polityka Platformy Obywatelskiej w kampanii wyborczej); dyrektor Nordea Bank Polska S.A. w Bydgoszczy                                                                                  |
| XII 1997 – III 1998    | Krzysztof Sidorkiewicz | prawnik, historyk; uczestnik prac Centrum Obywatelskich Inicjatyw Ustawodawczych Solidarności; kierownik Referatu Śledczego Okręgowej Komisji Badania Zbrodni Przeciwko Narodowi Polskiemu (1991–1997); wykładowca bydgoskich wyższych uczelni (UKW, WSG)                  |
| III 1998 – 31 XII 1998 | Teresa Piotrowska      | działaczka Stowarzyszenia Pax (lata 80. XX w.), ZChN (lata 90. XX w.), Platformy Obywatelskiej (od 2001); radna Bydgoszczy (1994–1998); wiceprezes Urzędu Zamówień Publicznych (1999-2001); posłanka na Sejm (od 2001) z listy PO                                          |